# Roncus bellesi
Espèce
Roncus bellesi est une espèce de pseudoscorpions de la famille des Neobisiidae.

## Distribution
Cette espèce est endémique de Catalogne en Espagne. Elle se rencontre à Os de Balaguer dans la grotte Forat d'Os.

## Publication originale
- Lagar, 1972 : Contribución al conocimiento de los Pseudoescorpiones de España. I. Miscelanea Zoologica, vol. 3, p. 17-21.